# Channeled Scablands

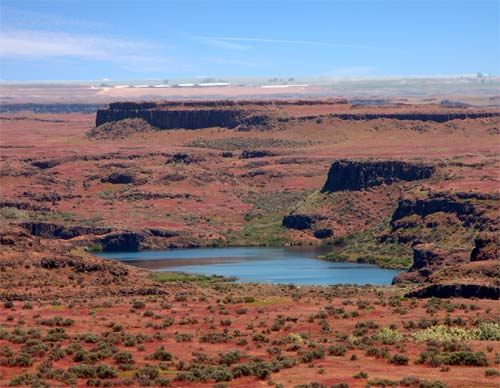
I Drumheller Channels

Le channeled scablands (in inglese letteralmente "steppe scanalate") sono un'area pressoché desertica e priva di suolo situata nella parte orientale dello stato di Washington negli Stati Uniti; l'area fu devastata dalle terrificanti alluvioni causate dallo svuotamento esplosivo di un antico lago glaciale.
Queste inondazioni di Missoula si abbattevano periodicamente in modo cataclismatico sulla parte orientale dell'attuale Stato di Washington e arrivavano fino all'altopiano del Columbia durante il Pleistocene, con le ultime registrate nel periodo di 2 000 anni compreso tra 15 000 e 13 000 anni fa.
L'espressione "channeled scablands" fu introdotta dal geologo americano J Harlen Bretz e introdotta in una serie di lavori scritti durante gli anni 1920. Il dibattito sull'origine delle Scablands durò per quattro decenni e fu al centro di grandi controversie tra gli studiosi di scienze della Terra. Le Scablands rivestono importanza anche per gli studiosi di scienze planetarie come una delle migliori approssimazioni terrestri dei canali di Marte.